# KSV Roeselare
KSV Roeselare (celým názvem Koninklijke Sport Vereniging Roeselare, v českém překladu Královský sportovní oddíl Roeselare) je belgický fotbalový klub z města Roeselare. Oficiálně byl založen roku 1921 (neoficiálně v roce 1900). Domácím hřištěm je Schiervelde Stadion s kapacitou 9 653 míst. Klubové barvy jsou černá a bílá.

## Logo
Klubové logo tvořilo černobílý fotbalový míč obepnutý úzkým modrozeleným prstencem. Nahoře prstence byla malá modrá královská koruna, pod ní písmena KSVR (zkratka pro Koninklijke Sport Vereniging Roeselare). Toto logo bylo v roce 2013 změněno.
Od roku 2013 platí podobný emblém, je však celý v černé a bílé barvě. Fotbalový míč je nyní pouze šrafovaný, přičemž spodní třetina loga je nahrazena pásem s černým textem ROESELARE.

## Výsledky v evropských pohárech
| Soutěže    | Účasti | Zápasy | Výhry | Remízy | Prohry | Vstřelené góly | Obdržené góly |
| ---------- | ------ | ------ | ----- | ------ | ------ | -------------- | ------------- |
| Pohár UEFA | 1      | 4      | 3     | 0      | 1      | 9              | 8             |

| Sezóna  | Soutěž     | Kolo        | Soupeř          | Doma | Venku | Celkem | Postup  |
| ------- | ---------- | ----------- | --------------- | ---- | ----- | ------ | ------- |
| 2006/07 | Pohár UEFA | 1. předkolo | FK Vardar       | 5:1  | 2:1   | 7:2    | postup  |
| 2006/07 | Pohár UEFA | 2. předkolo | Ethnikos Achnas | 2:1  | 0:5   | 2:6    | vyřazen |

## Známí hráči
- Manasseh Ishiaku (2001-2002)
- Jamaique Vandamme (2004-2006)
- Wagneau Eloi (2005-2007)
- Stefaan Tanghe (2007-2010)
- Collins John (2009)
- Ivan Perišić (2009)